# Дзюдо на літніх Олімпійських іграх 2008
Турнір із дзюдо на літніх Олімпійських іграх 2008 був проведений у гімназії Пекінського науково-технічного університету. Жодних змін у програмі або в форматі змагань порівняно з минулими турнірами не відбулося. Чоловіки і жінки змагалися в семи вагових категоріях, кожен, та розіграли 14 комплектів нагород в цілому. Спортсмени Японії знову домінували, вигравши чотири золоті медалі і сім загалом, хоча й не досягли успіху, досягутого на Олімпіаді 2004 року в Афінах, коли вони виграли вісім титулів із 10 медалями загалом. Україна, як і попереднього разу, здобула одну медаль. Її знову виборов Роман Гонтюк, помінявши цього разу «срібло» на «бронзу».
- Змагання стартували та закінчились 9 серпня 2008 р.
- Кількість учасників: 386 (230 чоловіків та 156 жінок) з 92 країн.
- Наймолодший учасник: Алі Гурсоф з Ємена (16 років, 158 днів)
- Найстарший учасник: Хосе Мба Нгама з Екваторіальної Гвінеї (42 роки, 300 днів)
- Найбільша кількість медалей — у Японії (7).

## Медалісти

### Чоловіки
| Категорія    | Золото                         | Срібло                      | Бронза                      |
| До 60 кг     | Чхве Мін Хо Південна Корея     | Людвіг Пайшер Австрія       | Рубен Гаукес Нідерланди     |
| До 60 кг     | Чхве Мін Хо Південна Корея     | Людвіг Пайшер Австрія       | Рішод Собіров Узбекистан    |
| До 66 кг     | Масато Утісіба Японія          | Бенжамен Дарбеле Франція    | Йорданіс Аренсібія Куба     |
| До 66 кг     | Масато Утісіба Японія          | Бенжамен Дарбеле Франція    | Пак Чхолмін КНДР            |
| До 73 кг     | Ельнур Мамедлі Азербайджан     | Ван Кічхун Південна Корея   | Расул Бокієв Таджикистан    |
| До 73 кг     | Ельнур Мамедлі Азербайджан     | Ван Кічхун Південна Корея   | Леандро Ґвілейро Бразилія   |
| До 81 кг     | Оле Бішоф Німеччина            | Кім Чепом Південна Корея    | Роман Гонтюк Україна        |
| До 81 кг     | Оле Бішоф Німеччина            | Кім Чепом Південна Корея    | Тьяго Каміло Бразилія       |
| До 90 кг     | Іраклій Цирекідзе Грузія       | Амар Беніхлеф Алжир         | Гешам Месба Єгипет          |
| До 90 кг     | Іраклій Цирекідзе Грузія       | Амар Беніхлеф Алжир         | Сергій Ашванден Швейцарія   |
| До 100 кг    | Найдангийн Түвшинбаяр Монголія | Асхат Житкеєв Казахстан     | Мовлуд Міралієв Азербайджан |
| До 100 кг    | Найдангийн Түвшинбаяр Монголія | Асхат Житкеєв Казахстан     | Генк Грол Нідерланди        |
| Понад 100 кг | Сатосі Ісії Японія             | Абдулло Тангрієв Узбекистан | Оскар Брайсон Куба          |
| Понад 100 кг | Сатосі Ісії Японія             | Абдулло Тангрієв Узбекистан | Тедді Рінер Франція         |

## Жінки
| Дисципліна  | Золото                    | Срібло                        | Бронза                          |
| До 48 кг    | Аліна Думітру Румунія     | Янет Бермой Куба              | Паула Парето Аргентина          |
| До 48 кг    | Аліна Думітру Румунія     | Янет Бермой Куба              | Тані Рьоко Японія               |
| До 52 кг    | Сянь Дунмей Китай         | Ан Гиме КНДР                  | Сорая Гаддад Алжир              |
| До 52 кг    | Сянь Дунмей Китай         | Ан Гиме КНДР                  | Накамура Місато Японія          |
| До 57 кг    | Джулія Квінтавалле Італія | Дебора Гравенстейн Нідерланди | Кетлейн Квадрос Бразилія        |
| До 57 кг    | Джулія Квінтавалле Італія | Дебора Гравенстейн Нідерланди | Сю Янь Китай                    |
| До 63 кг    | Танімото Аюмі Японія      | Люсі Декосс Франція           | Елізабет Віллебордсе Нідерланди |
| До 63 кг    | Танімото Аюмі Японія      | Люсі Декосс Франція           | Вон Ок-Ім КНДР                  |
| До 70 кг    | Уено Масае Японія         | Анаїсіс Ернандес Куба         | Ронда Роузі США                 |
| До 70 кг    | Уено Масае Японія         | Анаїсіс Ернандес Куба         | Едіт Босх Нідерланди            |
| До 78 кг    | Ян Сюлі Китай             | Яленніс Кастільйо Куба        | Чон Кйонмі Південна Корея       |
| До 78 кг    | Ян Сюлі Китай             | Яленніс Кастільйо Куба        | Стефані Поссаме Франція         |
| Понад 78 кг | Тун Вень Китай            | Цукада Макі Японія            | Луція Полавдер Словенія         |
| Понад 78 кг | Тун Вень Китай            | Цукада Макі Японія            | Ідаліс Ортіс Куба               |

## Таблиця медалей
| Місце  | Країна         | Золото | Срібло | Бронза | Загалом |
| ------ | -------------- | ------ | ------ | ------ | ------- |
| 1      | Японія         | 4      | 1      | 2      | 7       |
| 2      | Китай          | 3      | 0      | 1      | 4       |
| 3      | Південна Корея | 1      | 2      | 1      | 4       |
| 4      | Азербайджан    | 1      | 0      | 1      | 2       |
| 5      | Грузія         | 1      | 0      | 0      | 1       |
| 5      | Німеччина      | 1      | 0      | 0      | 1       |
| 5      | Італія         | 1      | 0      | 0      | 1       |
| 5      | Монголія       | 1      | 0      | 0      | 1       |
| 5      | Румунія        | 1      | 0      | 0      | 1       |
| 10     | Куба           | 0      | 3      | 3      | 6       |
| 11     | Франція        | 0      | 2      | 2      | 4       |
| 12     | Нідерланди     | 0      | 1      | 4      | 5       |
| 13     | КНДР           | 0      | 1      | 2      | 3       |
| 14     | Алжир          | 0      | 1      | 1      | 2       |
| 14     | Узбекистан     | 0      | 1      | 1      | 2       |
| 16     | Австрія        | 0      | 1      | 0      | 1       |
| 16     | Казахстан      | 0      | 1      | 0      | 1       |
| 18     | Бразилія       | 0      | 0      | 3      | 3       |
| 19     | Аргентина      | 0      | 0      | 1      | 1       |
| 19     | Єгипет         | 0      | 0      | 1      | 1       |
| 19     | Словенія       | 0      | 0      | 1      | 1       |
| 19     | Швейцарія      | 0      | 0      | 1      | 1       |
| 19     | Таджикистан    | 0      | 0      | 1      | 1       |
| 19     | Україна        | 0      | 0      | 1      | 1       |
| 19     | США            | 0      | 0      | 1      | 1       |
| Всього | Всього         | 14     | 14     | 28     | 56      |